# Coronel Vidal
Coronel Vidal es una ciudad situada en el sudeste de la provincia de Buenos Aires (Argentina), cabecera del partido de Mar Chiquita. 
Su principal actividad comercial es la producción agropecuaria. Todos los años, en febrero, es sede de una de las fiestas más grandes de la provincia de Buenos Aires, la Fiesta Nacional del Potrillo.

## Ubicación
Se ubica en el km 343 de la Autovía 2, al sur de la ciudad de Buenos Aires y a 302 km de la ciudad de La Plata.

## Población
Cuenta con 6,611 habitantes (Indec, 2010), lo que representa un incremento del 4,6% frente a los 6,320 habitantes (Indec, 2001) del censo anterior.
| Gráfica de evolución demográfica de Coronel Vidal entre 1960 y 2010 |
|                                                                     |
| Fuentes: INDEC                                                      |

## Producción cunicultural
En Coronel Vidal la cunicultura ha crecido 4.200% desde 1995.[cita requerida]La cría de conejos para exportación sigue ganando mercados en el mundo.

## Reseña histórica
La ciudad se fundó el 28 de mayo de 1883 mediante un decreto firmado por Dardo Rocha, desde entonces se designó cabecera del Partido de Mar Chiquita. Sus primitivos habitantes lo designaban como "Arbolito", nombre que se tomaba de la antigua estación del Ferrocarril del Sud.

## Infraestructura
El ferrocarril atraviesa el casco urbano, por este medio se conecta hacia el norte con la ciudad de Buenos Aires y con la de Mar del Plata hacia el sur. Al centro de la ciudad llegan diariamente ómnibus de larga distancia provenientes de la Capital Federal y la región metropolitana. Sus accesos viales son la Autovía 2 y la Ruta Provincial 55.
La ciudad cuenta con servicios de gas natural, electricidad de red, cloacas, agua corriente, telefonía DDN y DDI, acceso a Internet, radio local, TV por cable local, TV satelital, sucursal del Banco de la provincia de Buenos Aires, hotel, restaurantes, taxis, clubes sociales y deportivos, escuelas en todos los ciclos, biblioteca, hospital, bomberos, comisaría, correo, delegaciones de los principales entes de gobierno nacionales y provinciales como así también numerosas instituciones intermedias.

## Sociedad
La población estable es de unos 6611 habitantes.
La vida cotidiana se desenvuelve apaciblemente, sin mayores sobresaltos, el tráfico automotor es escaso, en sus calles se percibe el característico entorno rural que comparten los pueblos de la llanura pampeana. Durante todo el año se puede ver a la gente de campo, luciendo orgullosa la vestimenta típica de la región, la cual llega hasta los comercios del centro para adquirir provisiones y combustible, el paisaje urbano se completa con la gente del lugar circulando en bicicletas, camionetas 4x4 cubiertas de barro hasta el techo, vehículos agropecuarios, niños y jóvenes alegres saliendo del colegio, camiones de hacienda y madres paseando con sus hijos, son algunas de las postales que a lo largo de todo el año se ven en esta histórica localidad.
El estilo arquitectónico es variado, predominando el itálico de principios del siglo XX, grandes fachadas de cemento alisado con molduras rectas, altos techos de chapa o bobedilla y puertas cancel. Sus añejas casas, la impecable plaza con sus grandes árboles y palmeras centenarias, reflejan una larga trayectoria que contribuye a la identidad local.
Coronel Vidal es la Capital Nacional del Potrillo, todos los años a fines de febrero, el pueblo abre sus brazos para recibir a una gran cantidad de público proveniente de toda la nación. La Fiesta Nacional del Potrillo es un homenaje a este noble animal, compañero del gaucho.
Coronel Vidal es la cuna de uno de los folkloristas más importantes de la República Argentina, Don Víctor A. Jiménez "El Vasco".

## Turismo
A 6 kilómetros de la ciudad se encuentra Estancia La Cautiva que es una tradicional estancia del siglo XIX que posee un casco histórico de 15 hectáreas diseñado por Charles Thays, una casa de estilo francés con 11 amplias habitaciones y una caballeriza restaurada como restaurante donde pueden realizarse eventos sociales de distinta índole. En el establecimiento pueden desarrollarse diversas actividades al aire libre como caminatas, paseos en bicicleta, golf, tenis y pileta, entre otras cosas.

## Toponimia
Su nombre recuerda al coronel Celestino Vidal, guerrero de la independencia.

## Parroquias de la Iglesia católica en Coronel Vidal
| Diócesis  | Mar del Plata         |
| --------- | --------------------- |
| Parroquia | Inmaculada Concepción |